# Barrage de Belo Monte
Le barrage de Belo Monte est un grand barrage sur le Rio Xingu, situé dans l'État fédéral du Pará au Brésil. Il est associé à une centrale hydroélectrique de 11 233 MW, la quatrième la plus puissante du monde. Celle-ci a été mise en service à partir de 2016, pour être inaugurée en novembre 2019 après l'installation des dernières turbines.
Le projet a fait l'objet d'une très importante controverse du fait de son impact sur l'environnement et sur les populations locales, et le chantier a été plusieurs fois interrompu sur décision de la justice.

## Histoire
Malgré les oppositions, le projet obtient le « feu vert » le 1er juin 2011, et la construction débute en janvier 2012. Le 14 août 2012, le tribunal fédéral décide d'invalider la licence, et les travaux cessent, mais le 28 août 2012 le président du Tribunal suprême fédéral suspend la décision du Tribunal régional fédéral de la première région et les travaux reprennent immédiatement.
La première turbine de la centrale principale est mise en service en avril 2016, suivie des 17 autres à un rythme régulier pendant plus de trois ans. La puissance opérationnelle atteignait 1 989 MW fin 2016 et 7 566 MW fin 2018,.
La dernière turbine est installée en novembre 2019, et le barrage est officiellement inauguré par le président de la république du Brésil Jair Bolsonaro le 27 novembre 2019,.

## Objectifs
Le barrage de Belo Monte est un important projet du Programme brésilien d'accélération de la croissance (Programa de Aceleração do Crescimento (en)). Les autorités affirment que ce barrage permettra au Brésil d'accéder à une plus grande autonomie énergétique, particulièrement dans le bassin amazonien, très dépendant de l'énergie fossile.
La puissance installée atteint 11 233 MW grâce à 24 turbines,, ce qui en fait par la puissance, le deuxième plus grand barrage du Brésil, et le quatrième dans le monde derrière le barrage des Trois-Gorges, en Chine, le barrage d'Itaipu, entre le Brésil et le Paraguay et celui de Xiluodu en Chine. Cependant, du fait de l'irrégularité du débit du Xingu, sa production moyenne devrait s'élever à 4 571 MW, soit une production annuelle de 40,04 TWh. Cela devrait représenter jusqu'à 10 % de l'électricité produite au Brésil, et la puissance crête appelable à la demande grâce à l'important réservoir associé au barrage pourra éventuellement être utilisée pour réduire l'utilisation de moyens de pointe lors des pics de demande.
L'électricité du barrage devrait servir à l'extraction de bauxite à partir de gisements dans l'État du Pará et à sa transformation en aluminium.
La production électrique s'est élevée à 25 TWh en 2019.

## Financement et économie
Le coût du barrage est estimé en 2013 à près de 13 milliards de dollars. Le projet devrait employer durant la construction jusqu'à 22 000 personnes de manière directe et créer 80 000 emplois indirects ; après la construction, le nombre d'emplois permanents serait de 2 000. L'appel d'offre du projet a été remporté par le Consórcio Norte Energia, une filiale à 49 % d'Eletrobras.
Ce projet a été soutenu par le Mercosur, ce qui a créé des tensions entre le Brésil et le Venezuela. Un accord est finalement trouvé en 2012.

## Impact humain et environnemental
Le projet est vivement critiqué par les populations autochtones et de nombreuses organisations environnementales au Brésil. Le barrage inonderait une surface d'environ 500 km2 et il aurait un impact considérable sur l'environnement, entraînant une réduction importante de la biodiversité et la disparition d'espèces rares. En réponse à ces critiques, le gouvernement prévoit d'investir 1,2 milliard USD afin de réduire les impacts négatifs du projet.

### Évaluation environnementale incomplète
En février 2010, l'Institut brésilien de l'environnement et des ressources naturelles renouvelables (IBAMA) a accordé une licence environnementale pour la construction du barrage en dépit du tollé au sein de l'agence concernant des informations incomplètes dans l'étude d'impact environnemental (EIE) écrit par Eletrobras, Odebrecht, Camargo Corrêa, et Andrade Gutierrez. Auparavant, en octobre 2009, un jury composé d'experts indépendants et des spécialistes provenant d'universités et d'instituts de recherche brésiliens ont publié un rapport sur l'EIE, afin de montrer les « diverses omissions et les incohérences méthodologiques dans l'EIE... ». Parmi les problèmes relevés dans l'EIE : le coût incertain du projet, la déforestation, la capacité de production finalement considérée insuffisante au vu des coûts prévus, les émissions de gaz à effet de serre et en particulier l'omission des habitants de la rivière.
Deux hauts fonctionnaires de l'IBAMA, Leozildo Tabajara da Silva et Benjamin et Sebastião Custódio Pires, ont démissionné de leur poste en 2009 à cause de la forte pression politique entourant le projet. En janvier 2011, le président de l'IBAMA, Abelardo Azevedo, a également démissionné de son poste. En avril 2010, le précédent président, Roberto Messias, avait également démissionné, mettant en cause la pression du gouvernement et des organisations environnementales.
En 2010, plus de 140 organisations et mouvements en provenance du Brésil et partout dans le monde ont dénigré le processus de prise de décision pour l'octroi de la licence environnementale pour les barrages, dans une lettre au président brésilien Luiz Inácio Lula da Silva.

### Perte de la biodiversité

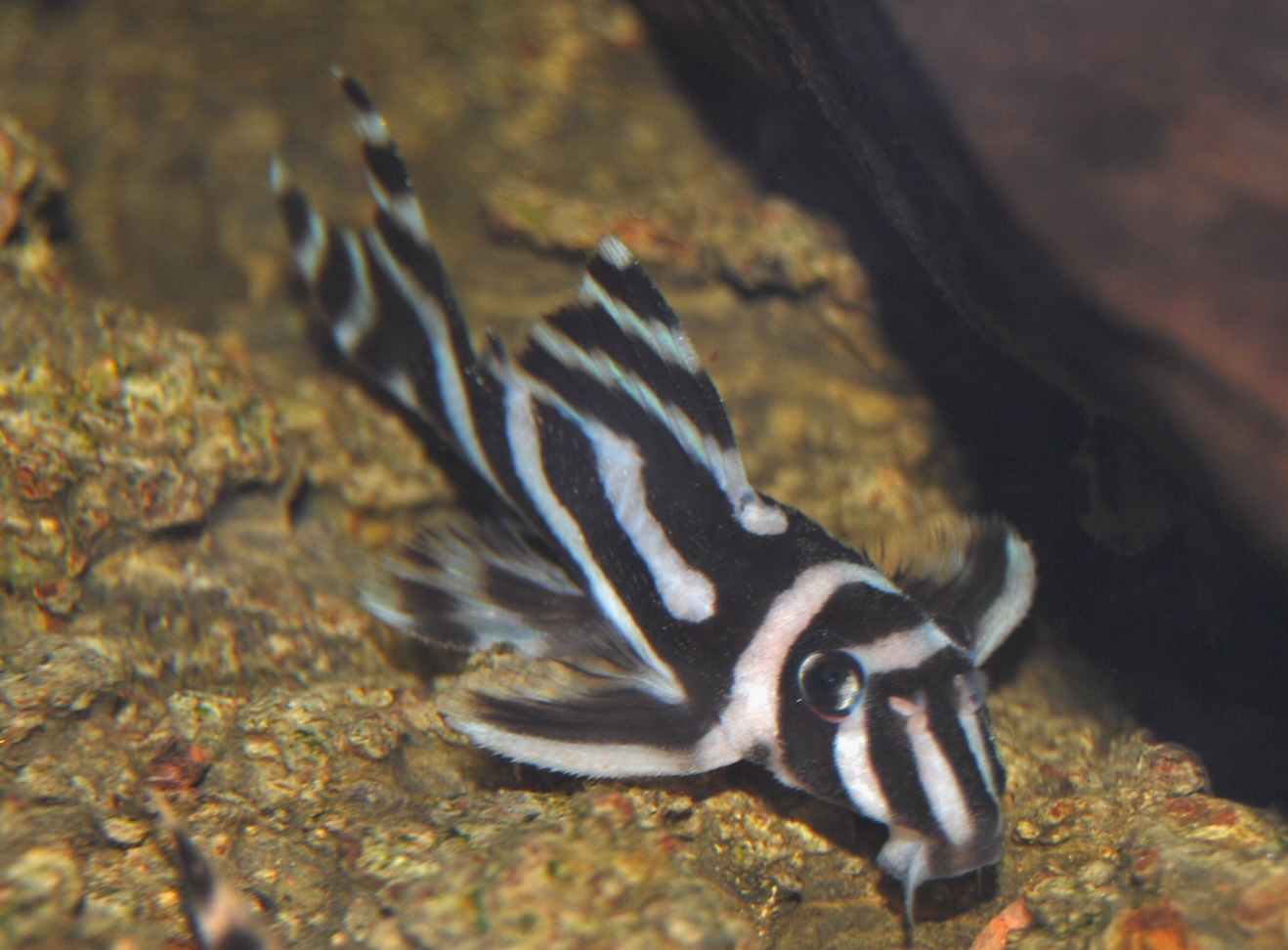
Le pléco-zèbre, une des espèces vivant uniquement dans la rivière Xingu.

La diversité des poissons de la rivière Xingu est extrêmement riche, avec environ 600 espèces de poissons et avec un haut degré d'endémisme. La zone soit séchée soit noyée par le barrage s'étend sur l'intégralité de l'habitat d'un certain nombre d'espèces, par exemple, le pléco-zèbre (Hypancistrus zebra), le pléco-solaire (Scobinancistrus aureatus), le cichlidé Teleocichla centisquama, le piranha Ossubtus xinguense et la grenouille Allobates crombiei. Une étude menée par des experts indépendants sur l'impact environnemental du barrage a conclu que le débit imposé au Rio Xingu signifiait que la rivière « ne sera pas capable de maintenir la diversité des espèces », au risque de « l'extinction de centaines d'espèces »,.

### Émission de gaz à effet de serre
Les grands barrages en Amazonie sont susceptibles de produire une quantité de gaz à effet de serre non négligeable dans les premières années de leur exploitation. En effet, les immenses zones forestières inondées par les lacs de retenue d'eau sont rarement déboisées préalablement, et une fois immergés, les divers végétaux pourrissent, leur décomposition produisant une émission naturelle de gaz à effet de serre. Les études portant sur le barrage du Tucurui en Amazonie montre que ses émissions actuelles de gaz à effet de serre seraient comparables, pendant les premières années de sa mise en eau, à puissance et productions égales, aux moyens de production utilisant du combustible fossile.

### Impact sur les populations
L'engloutissement du territoire de tribus indiennes, obligerait à déplacer plus de 25 000 indigènes, principalement des municipalités d'Altamira et de Vitória do Xingu, en raison d'un réservoir d'une surface de 500 km2.
Depuis l’exploitation de la centrale hydroélectrique, les eaux du fleuve Xingu sont détournées et endiguées pour alimenter les turbines énergétiques, ce qui a radicalement modifié le débit et asséché le fleuve : les pêcheurs, les riverains, les peuples indigènes, les agriculteurs avoisinants, et les 1 000 familles (réparties en 23 communautés) qui y vivent, sont affectées. Antônia Melo, fondatrice du Mouvement Xingu vivant pour toujours (MXVPS : Movimento Xingu Para Sempre), déplore la situation créée par la société Norte Energia S.A., responsable de l’opération : « Dans cette zone à débit réduit, il n’y a plus de poissons. C’est une situation d’extrême pauvreté, d’appauvrissement extrême causé par Belo Monte. Les gens n’ont plus de sécurité alimentaire ».

## Opposition

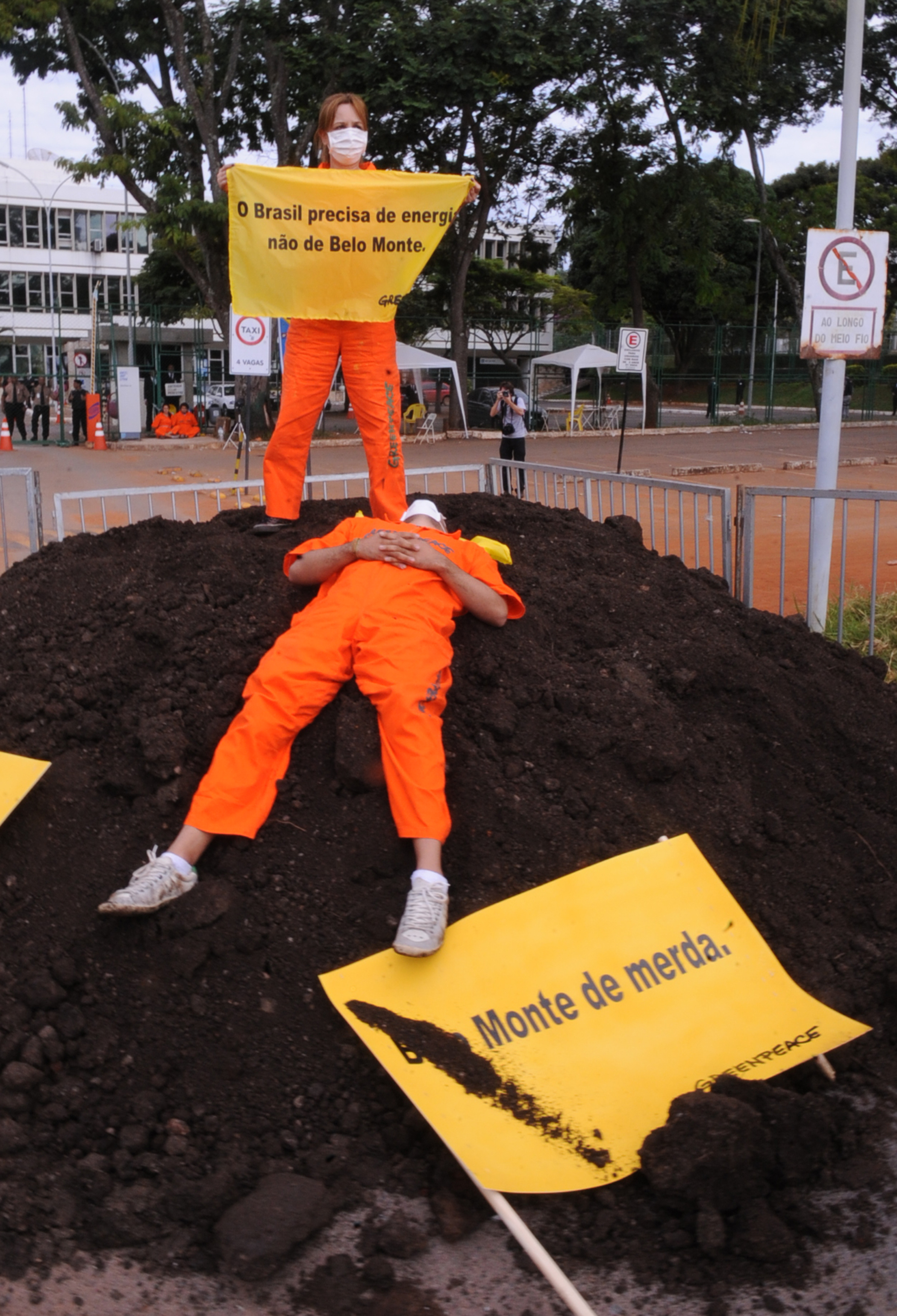
Action de protestation de Greenpeace dénonçant l'impact du projet.

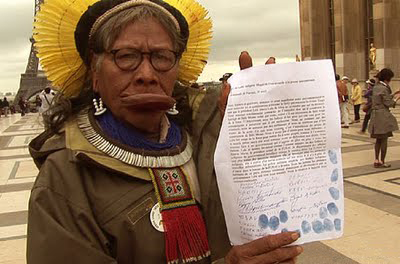
Le chef Raoni et les premières signatures de sa pétition internationale contre le barrage (photographie prise sur le parvis des droits de l'homme, au Trocadéro, à Paris).

L'opposition au projet a été fortement médiatisée, incarnée par le chef indien Raoni Metuktire, le chanteur Sting, le réalisateur James Cameron (réalisateur du film Avatar) ou encore Eduardo Jorge Martins Alves Sobrinho (parti vert brésilien) qui a notamment lancé une manifestation d'envergure en Amazonie brésilienne qui a réuni 80 000 personnes en 2012, l'actrice Sigourney Weaver, le millionnaire David de Rothschild ou encore Mgr Erwin Kräutler.
Le projet a été suspendu pour inconstitutionnalité au regard des dispositions nationales protégeant les territoires des indiens amazoniens au mois d'avril 2010 par une décision judiciaire immédiatement annulée en appel le jour-même. Le 1er juin 2011, Curt Trennepohl, président de l'Institut brésilien de l'environnement et des ressources naturelles renouvelables (IBAMA), a donné son feu vert à la construction du barrage.
Selon diverses organisations environnementales, les Kayapos seront les premières victimes de la construction de ce barrage.
De nombreuses pétitions contre le projet ont été mises en ligne ; notamment par le projet « Gota d'àgua » qui a  récolté plus de 2 000 000 signatures, par Avaaz, ayant récolté plus de 780 000 signatures, par l'association Amazon Watch (en) ayant récolté plus de 300 000 signatures et par le site officiel du chef Raoni, ayant rassemblé plus de 440 000 signatures en août 2013.
La justice fédérale de l'État du Pará a interdit le 28 septembre 2011 au consortium Norte Energia (pt) d'altérer le lit du rio Xingu.
Le 29 janvier 2012, le Public Eye Awards « Prix de la honte et de l'irresponsabilité » a été décerné à l'entreprise Vale, une des participantes au projet de Belo Monte.
En décembre 2012, Jan Kounen réalise avec Vincent Cassel un spot de sensibilisation pour Planète Amazone visant à dénoncer les impacts du barrage de Belo Monte.
Le 5 décembre 2015, pendant la COP21, le Tribunal international des droits de la nature reconnaît symboliquement le gouvernement du Brésil coupable de crime d'écocide et de violation des droits des peuples autochtones, après une plaidoirie du cacique Raoni Metuktire.
Le 9 novembre 2020, plus d'une centaine d'habitants manifestent et demandent à l’IBAMA de suspendre la licence d’exploitation de Belo Monte jusqu’à ce que la société Norte Energia garantisse un débit minimum de 16 000 m3/s sur le tronçon de rivière.
Peu de temps après, la Cour fédérale d’Altamira, dans l’État du Pará, reconnait que la centrale avait causé des perturbations considérables dans les traits culturels, le mode de vie et l’utilisation des terres par les peuples indigènes, et ordonne des changements concernant la mise en œuvre du Plan environnemental de base des indigènes de Belo Monte.

### Filmographie
- Count-Down am Xingu, vol. 1 à 6, de Martin Keßler, produit par Martin Keßler Filmproduktion, 2011 - 2019
- Belo Monte: Anúncio de uma guerra, de André D'Elia, produit par Cinedelia, 2012
- Belo Monte: After the Flood, de Todd Southgate, produit par International Rivers, Amazon Watch et Cultures of Resistance, 2016